# Distretto di Kishoreganj
Il distretto di Kishoreganj è un distretto del Bangladesh situato nella divisione di Dacca. Si estende su una superficie di 2731,21 km² e conta una popolazione di 2.911.907 abitanti (censimento 2011).

## Suddivisioni amministrative
Il distretto si suddivide nei seguenti sottodistretti (upazila):
- Kuliarchar
- Hossainpur
- Pakundia
- Kishoreganj Sadar
- Bajitpur
- Austagram
- Karimganj
- Katiadi
- Tarail
- Itna
- Nikli
- Mithamain
- Bhairab